# Onthophagus rugosipennis
Onthophagus rugosipennis là một loài bọ cánh cứng trong họ Bọ hung (Scarabaeidae).